# 萱津神社
萱津神社（かやづじんじゃ）は、愛知県あま市上萱津にある神社。

## 概要
漬物の神社と知られており、境内には漬物を納める「香の物殿」がある。毎年8月21日の「香の物祭」には多くの漬物業者が参列する。

## 由緒

### 概説
創建時期は不明。かつては「草ノ社」「種の社」「阿波手の杜」とも呼ばれた。尾張国神明帳には従三位萱津天神、本国帳の貞治本には従一位上萱津天神と記された。明治になって近代社格制度が実施されると村社となり、先の大戦の終わる直前には県社相当として扱われた。
言い伝えによると、この土地の人々が神前にウリ、ダイコン、ナス等の野菜を供えていたが、海（当時、この地が海岸線であった）からとれた塩も供えるようになったという。やがて、野菜と塩を甕に入れて供えるようにしたところ、野菜が塩漬けとなり、偶然にも漬物になったという。

### 萱津神社と日本武尊
日本武尊が東征の途中で参拝したとする伝承がある。この際に村人が漬物を献上したところ、日本武尊は「藪二神物」（やぶにこうのもの）と称えた「薮に神物」と言われた。ここから、漬物のことを香の物と呼んだ。その後、伊吹山で負傷した日本武尊を妻の宮簀媛が知り、急いで駆けつけたが既に日本武尊が伊勢に帰った後で、媛は逢えなかったことから、「阿波手の杜」と呼ばれるようになった。熱田神宮に日本武尊が祀られるようになって以来、元旦祭と新嘗祭などについては香の物を必ず献じるようになったとされる。

## 祭神

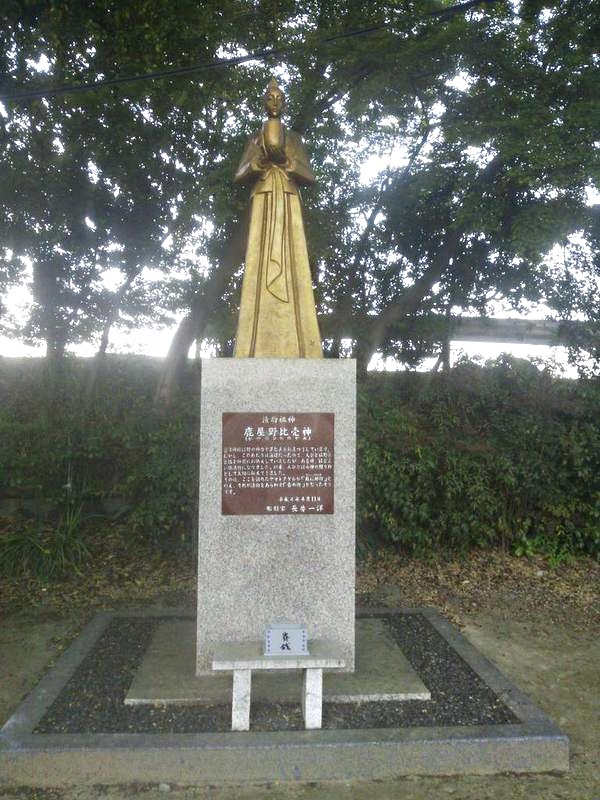
萱津神社の祭神、鹿屋野比売神

- 鹿屋野比売神[1]

## 祭事

### 日程
- 4月第2日曜 - 献榊祭[6]
- 8月21日 - 香の物祭[6] - あま市指定無形民俗文化財。1985年（昭和60年）4月22日指定[7]。全国唯一の漬物の祭礼ともいわれる[8]。
- 10月9日 - 例祭[6]

※ ほかに「お鍬祭」と呼ばれる祭事が60年に1度、斎行される。最近では2008年（平成20年）4月13日に行われた。

### 香の物祭
漬物の神事であり、毎年8月21日に開催される。神事で漬けられる野菜はカリモリ、ハクサイ、大根、ナスの4種類に虫除けのためにタデを入れる。漬物は熱田神宮の例祭に年4度特別奉納される。神事は、熱田神宮から派遣された宮掌が祭詞奏上を行った後、参加者が野菜ひとつと塩をひとつかみ持って瓶の中に漬ける。全て漬け終わると、甕に蓋をして、重石を乗せ、終了となる。
近年には周辺の畑地が減少したため、漬物業者が市場で購入した野菜を香の物祭に使用している。2009年の神事には、愛知県知多半島産のウリ、岐阜県・徳島県・高知県産のナスなどが用いられている。また、漬物業者が参加するようになったことで、本来ならば夏季には収穫できないダイコンやハクサイも漬けるようになった。漬物業者のほかには製塩業者も香の物祭に参加している。2年間漬けられ、熱田神宮に奉献されるほか、祭りの際には参列者にふるまわれる。

## 画像集

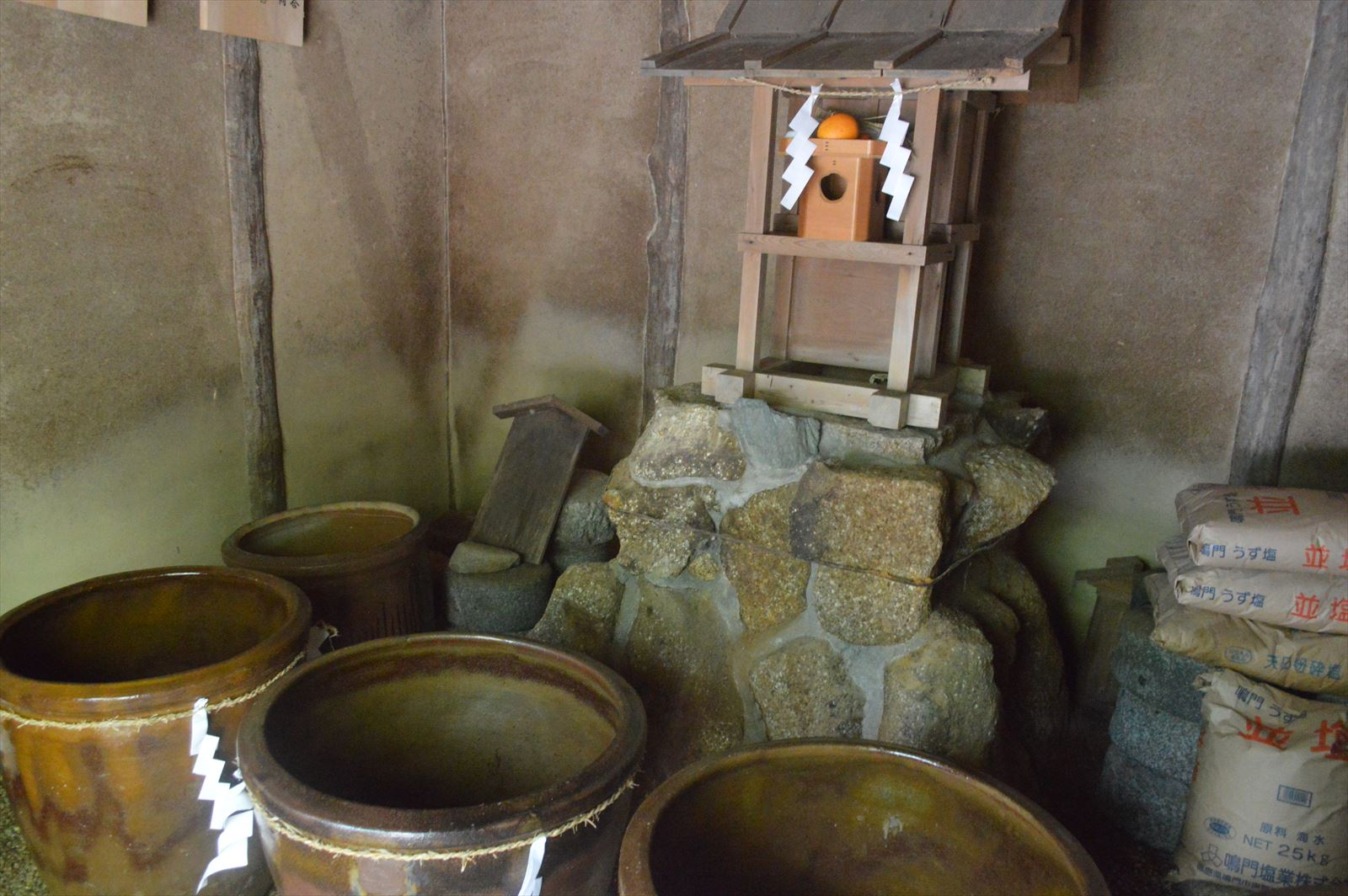
香物殿の内部
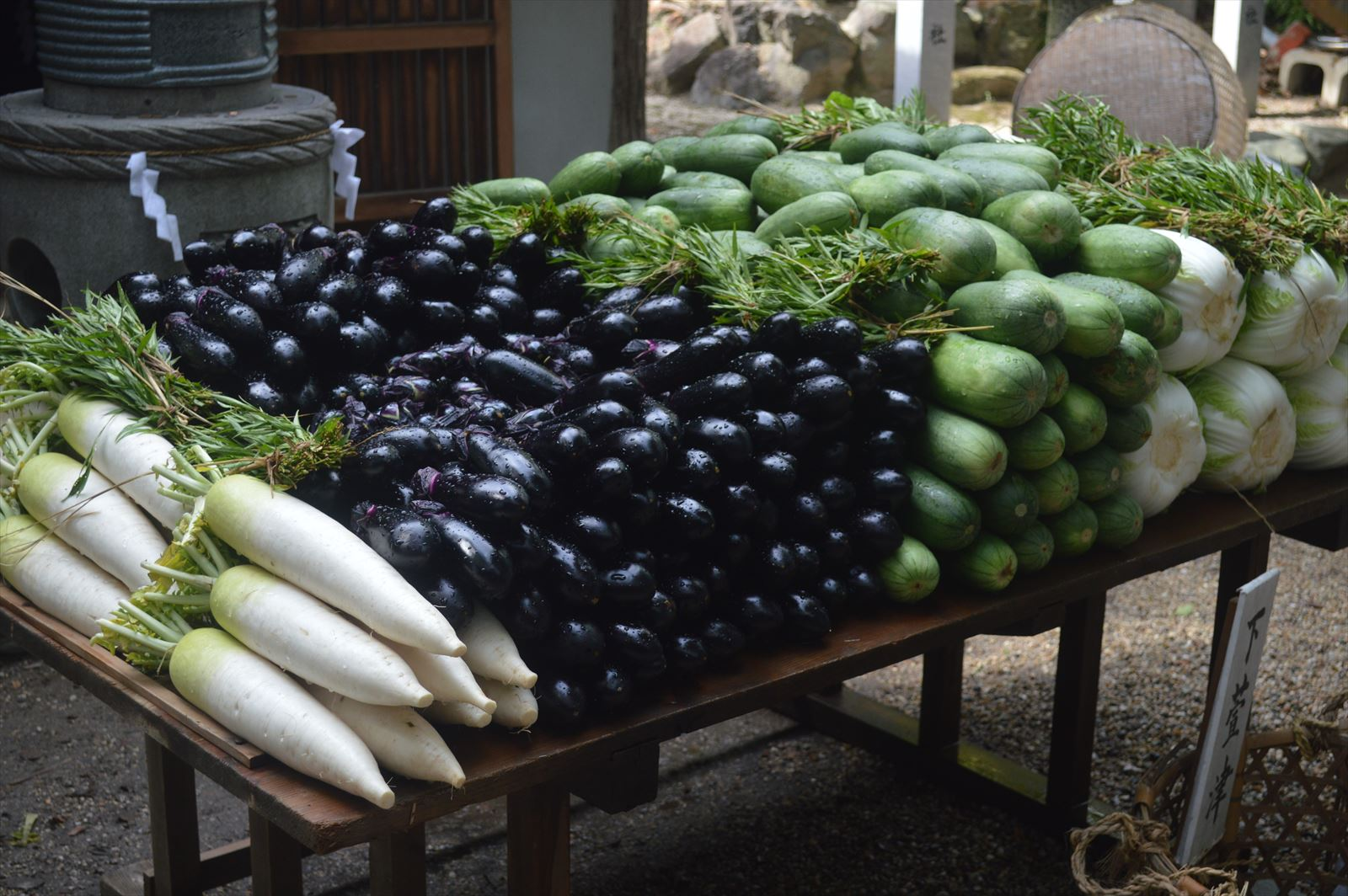
香の物祭で漬け込まれる野菜
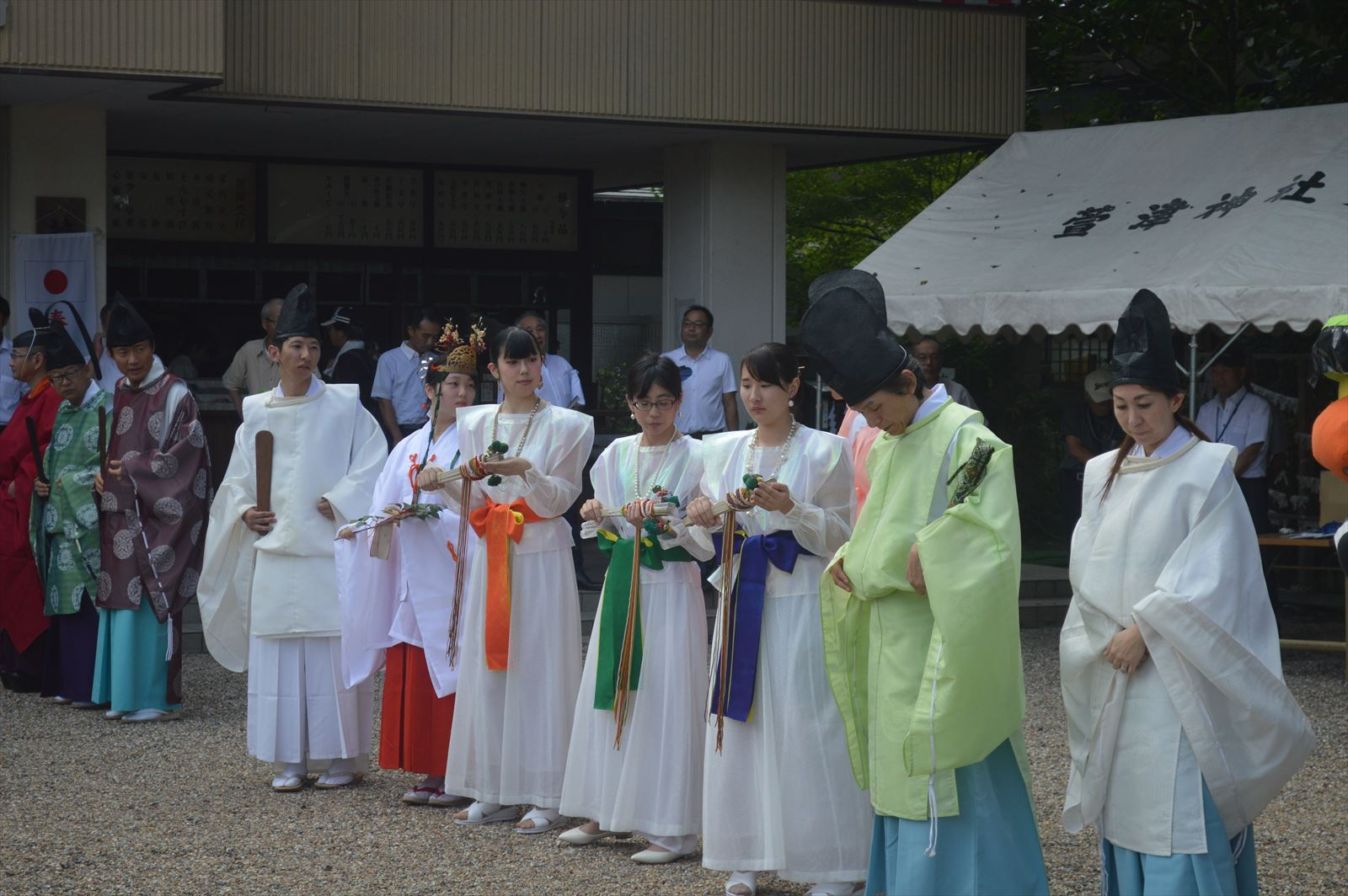
香の物祭の神事

## 境内

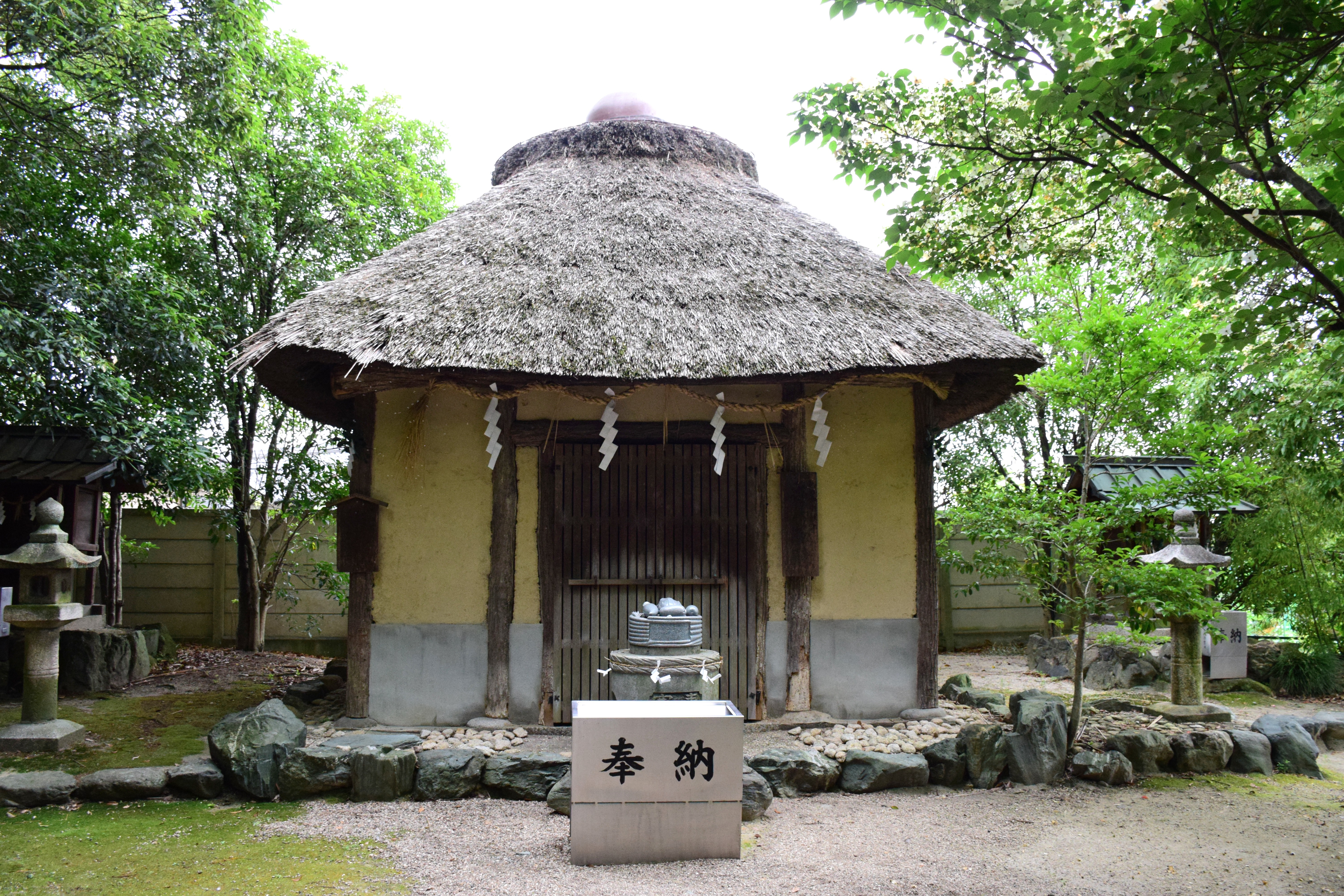
香の物殿

萱津神社の森は「阿波手の社」と称され、歌枕の地でもあった。
萱津神社の境内には、本殿・幣殿・拝殿・社務所・授与所・参集所・香の物殿がある。

### 香の物殿
香の物殿は3メートル四方の土壁・茅葺き・玄木造りの建物であり、1992年（平成4年）8月に現在地に移転した。香の物殿の中には直径約80センチの甕が5個並べてあり、この甕に野菜と塩を入れて漬物を漬けている。

### 連理の榊
かつての神木は「連理の榊」と呼ばれる。2本の雌雄の榊が途中で繋がったものであり、枯れてしまった後は社の中に祀られているが、この御神木の葉で祈ると願いは成就し良縁に恵まれるといわれ、日本三代実録によれば陽成天皇に献上された。連理の榊は日本武尊（ヤマトタケル）を慰めるために植えたという説と、日本武尊が手植えしたとする説がある。

## 交通機関
- 名鉄名古屋本線・津島線「須ヶ口駅」下車、徒歩で約15分。